# Temuireng (Jatinom)
Temuireng is een bestuurslaag in het regentschap Klaten van de provincie Midden-Java, Indonesië. Temuireng telt 1780 inwoners (volkstelling 2010).